# Hankow, China
Hankow, China è un cortometraggio muto del 1913. Il nome del regista non viene riportato nei credit del film, un documentario sulla città cinese di Hankow.

## Produzione
Il film - che venne girato in Cina a Wuhan (Hankow) - fu prodotto dalla Selig Polyscope Company.

## Distribuzione
Distribuito dalla General Film Company, il film - un documentario di 150 metri - uscì nelle sale cinematografiche statunitensi il 15 aprile 1913. Nelle proiezioni, veniva programmato con il sistema dello split reel, accorpato in un'unica bobina con un altro cortometraggio prodotto dalla Selig, God's Way.